# Uniforme de la selección de fútbol de Colombia

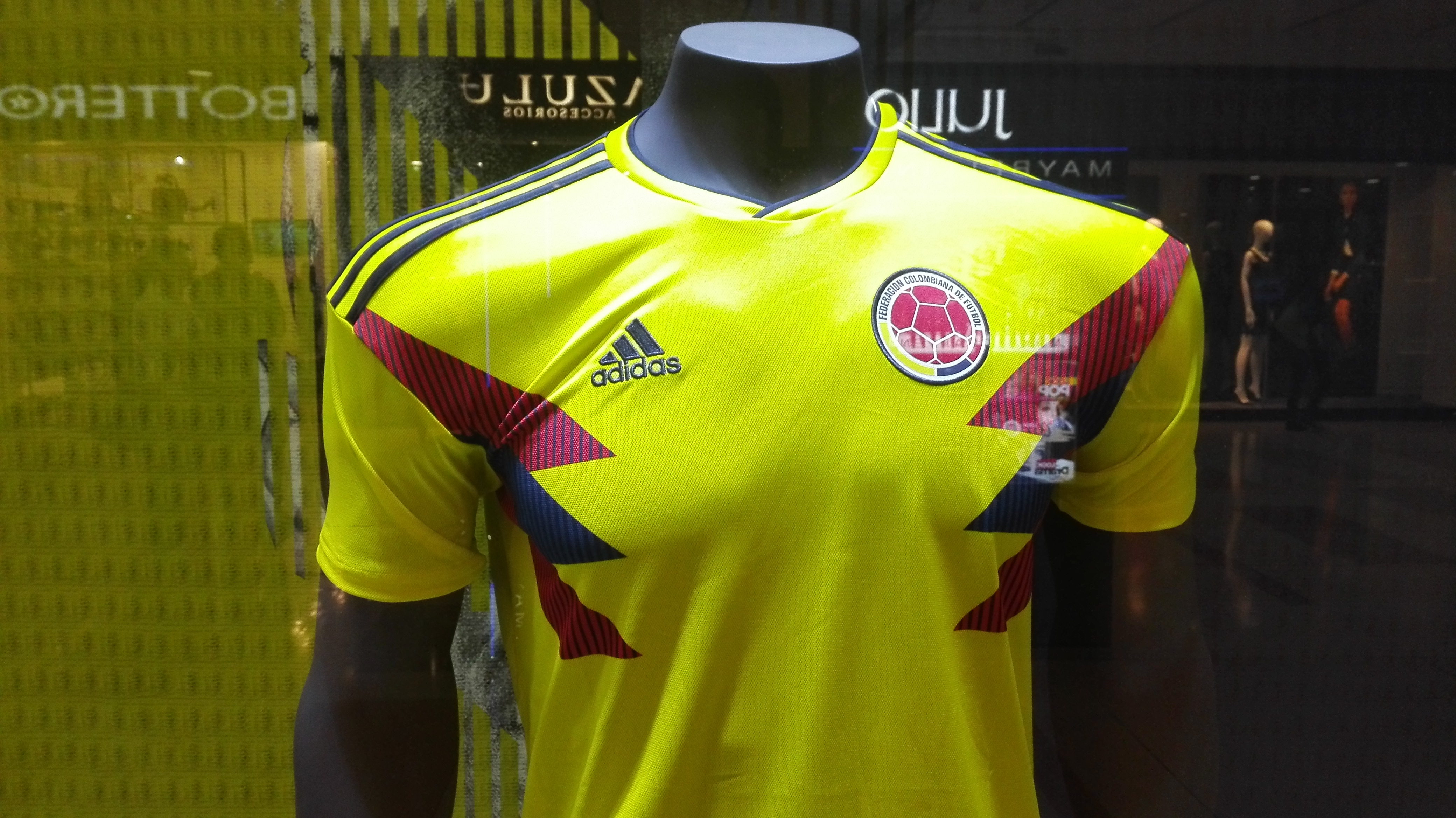
Camiseta Oficial de Adidas para el Mundial de Rusia 2018

A través de la historia, la Selección de fútbol de Colombia ha adoptado diversos colores para su uniforme: usó camiseta celeste siendo uno de los primeros uniformes de la historia del equipo nacional, utilizó una indumentaria blanca con la bandera tricolor atravesando el pecho a media altura, adoptó un uniforme con camiseta azul oscuro pantaloneta blanca con medias azul oscuro, pero no hubo camiseta alternativa, sino que se combinó la camiseta titular con pantaloneta azul oscuro y medias blancas, también usó camiseta naranja con la bandera nacional cruzada en el pecho, pantaloneta blanca y medias naranja, acompañada por una suplente blanca con la bandera nacional cruzada en el pecho, finalmente usó el tricolor primero con camiseta roja, pantaloneta azul y medias amarillas para partidos como local y camiseta amarilla como alternativa y después camiseta amarilla, pantaloneta azul y medias rojas como local y como alternativa camiseta azul con pantaloneta y medias rojas que luego serían reemplazadas por blancas.

## Uniforme actual
| Uniforme actual | Uniforme actual | Uniforme actual | Uniforme actual | Uniforme actual | Uniforme actual | Uniforme actual |
| --------------- | --------------- | --------------- | --------------- | --------------- | --------------- | --------------- |
| Titular         | Alternativo     | Portero 1       | Portero 2       | Portero 3       | Entrenamiento 1 | Entrenamiento 2 |
|                 |                 |                 |                 |                 |                 |                 |

## Historia
En el mes de julio de 1937 con motivo de la inauguración del Estadio Olímpico Pascual Guerrero de Cali y el IV Centenario de la fundación de Cali, se realizó un torneo internacional con equipos de México, Argentina, Cuba y la que sería la primera Selección Colombia en partido no oficial. En esta inauguración la Selección Colombia derrotó a su similar de México por un marcador de 3-1. (Sin información del uniforme utilizado. Sólo se sabe que la camiseta era de color blanco con dos franjas verticales anaranjadas).

### Colombia celeste
Más tarde en 1938 la Selección Colombia participó oficialmente en los IV Juegos Centroamericanos y del Caribe en Panamá y después en el mismo año en los Juegos Bolivarianos de Bogotá en Bogotá, para estos dos torneos usó un uniforme con camiseta azul celeste, pantaloneta y medias blancas. ¿Por qué azul celeste? No hay explicación oficial, pero hay una algo efectista: los mejores equipos de esos años vestían de azul; Uruguay (bicampeón olímpico y campeón mundial), Italia (para el 38 ya bicampeón mundial) y Argentina (subcampeón en Mundial y Juegos Olímpicos).

### Colombia blanco
Para el año de 1945 la máxima autoridad en el fútbol colombiano, Adefútbol, ya contaba con afiliación a la FIFA y a la Conmebol. Así la Selección Colombia participó por primera vez en la Copa América llamada en ese entonces Campeonato Sudamericano 1945, desarrollado en Chile, a donde se fue con un equipo netamente “costeño” pues era el Junior de Barranquilla para ese certamen se utilizó una indumentaria blanca con la bandera tricolor atravesando el pecho al media altura. La Selección Colombia también participó en Campeonato Sudamericano 1947 (Sin información del uniforme utilizado.) y nuevamente en 1949 Adefútbol llamó al Junior de Barranquilla a representar a Colombia en el Campeonato Sudamericano 1949 de Brasil. (Sin información del uniforme utilizado.)
En el año 2016, con motivo de la celebración de la Copa América Centenario, Adidas reemplazó temporalmente la tradicional camiseta amarilla por una blanca con detalles en azul. El resto del uniforme sería combinado con pantalón y medias blancas (o pantalón azul, en función del rival). Al concluir dicho campeonato (en el cual los "cafeteros" obtuvieron la medalla de bronce) se volvió al anterior uniforme con amarillo (implementado en 2015).

### Colombia azul oscuro
En la participación de la Selección Colombia en el Campeonato Sudamericano 1957 y en la primera aparición en los mundiales de fútbol Copa Mundial de Fútbol de 1962 se usaba un uniforme con camiseta azul oscuro pantaloneta blanca con medias azul oscuro o blanco. Sin embargo, entre 1962 y 1965 no se utilizó una camiseta alternativa, sino que se combinó la ya mencionada camiseta titular con pantaloneta azul oscuro y medias blancas. Este mismo uniforme se usó en las eliminatorias para el mundial de 1966. En imágenes de archivo, se revela que aparte de la indumentaria de la camiseta azul, también utilizó pantaloneta y medias negras.
Tras su desaparición en el año 1966, el color azul volvería como tonalidad principal a los uniformes de la selección para la Copa Mundial de 1994, siendo desde ese entonces el principal motivo para los uniformes visitantes.

### Colombia naranja
El 15 de junio de 1971, tiempo después de la disputa de poder entre Adefútbol y Dimayor, se realizó una asamblea general para darle vida a la actual Federación Colombiana de Fútbol y con ello llegó el uniforme color naranja que evocaba la poderosa selección de los Países Bajos, subcampeona mundial en 1974 y 1978: camiseta naranja con la bandera nacional cruzada en el pecho, pantaloneta blanca y medias naranja, acompañada por una suplente blanca con la bandera nacional cruzada en el pecho. En la gran Copa América del 75 en la que el equipo de Efraín 'Caimán' Sánchez logró por primera vez el subtítulo de la Copa América, se usó la camiseta naranja sin la franja en el pecho, pantaloneta negra y medias naranja. Para inicios de los 80's se continuaba con este mismo uniforme, esta vez patrocinado por la marca francesa Le Coq Sportif. Durante el partido amistoso del 24 de agosto de 1984 contra Argentina en el que la Selección Colombia ganó por 1 a 0, se usó de nuevo el uniforme naranja con la banda tricolor cruzada.

### Colombia tricolor
En 1985 inició la era tricolor para el uniforme de la Selección Colombia, y para las eliminatorias a la Copa Mundial de Fútbol de 1986 se usó un uniforme diseñado por María Elvira Pardo de cuello tortuga tricolor, mangas y medias con borde tricolor, con camiseta roja, pantaloneta azul y medias amarillas para partidos como local y camiseta amarilla como alternativa. La Selección jugó con uniformes de la casa alemana Adidas los últimos partidos de la eliminatoria conservando los mismos colores.
En 1987, para la participación en la Copa América 1987 la Selección Colombia usó un uniforme de la marca alemana Puma con camiseta amarilla, pantaloneta azul y medias rojas.
Para la Copa Ciudad de Bogotá de 1988, la Copa América 1989 y la Clasificación de Conmebol para la Copa Mundial de Fútbol de 1990 la Selección Colombia se volvió a vestir con Adidas, dejando camiseta roja, pantaloneta azul y medias amarillas como local y camiseta alternativa amarilla. De igual manera para la Copa Mundial de Fútbol de 1990 Adidas diseñó el uniforme conservando los mismos colores.
En la Copa América 1991 la Selección Colombia es vestida por la marca española Kelme y sigue conservando los mismos colores del año anterior, rojo para local y alternativa amarilla.
En 1992 se conservan los mismos colores, en ese año la selección Colombia es vestida por la marca local Comba. Para los JJOO de 1992, Colombia es vestida por la marca local Torino Para la Copa América 1993 y para la Copa Mundial de Fútbol de 1994 la Selección Colombia es vestida por la marca inglesa Umbro usando como local los mismos colores: camiseta amarilla, pantaloneta azul y medias rojas y como alternativa camiseta azul con pantaloneta y medias rojas. Umbro patrocinó a la Selección Colombia hasta 1997, en 1998 Reebok es la nueva marca de la indumentaria de la Selección Colombia en la Copa Mundial de Fútbol de 1998, dejando los mismos colores para el uniforme local y como alternativa camiseta azul, pantaloneta blanca y medias blancas o azules, Reebok vistió a la selección en la Copa América 2001 y hasta 2002.
Entre 29 y 30 de diciembre de 2002, la Federación viaja a Panamá para la negociación con la ropa deportiva italiana Lotto, obteniendo el patrocinio desde el 2003 y usado en la Copa FIFA Confederaciones 2003, conservando los mismos colores que se venían usando tanto de local como alternativos. Lotto acompaña a la Selección hasta 2010.

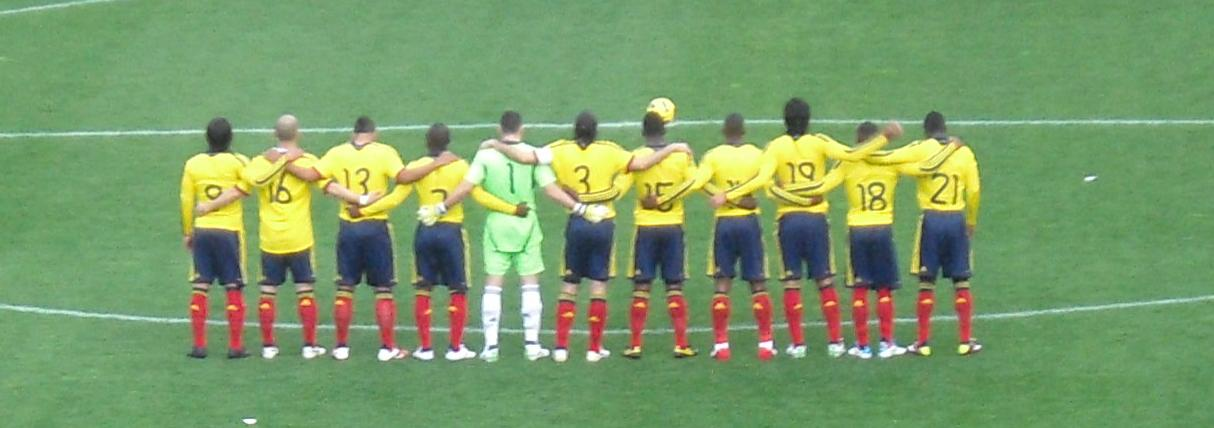
Selección Colombia 2011 en el Estadio Vicente Calderón.

#### Volvió Adidas
A partir de 2011, vuelve la marca alemana Adidas que presentó en marzo de ese año la indumentaria definitiva. Para el Campeonato Sudamericano Sub-20 de 2011 de Perú y el Campeonato Sudamericano Sub-17 de 2011 de Ecuador, la Selección Colombia usó un diseño preliminar de Adidas.
La Selección absoluta de mayores utiliza el diseño preliminar visitante por primera y única vez en un partido disputado en el Estadio Santiago Bernabéu en Madrid ante la Selección campeona del mundo en esos momentos, España.

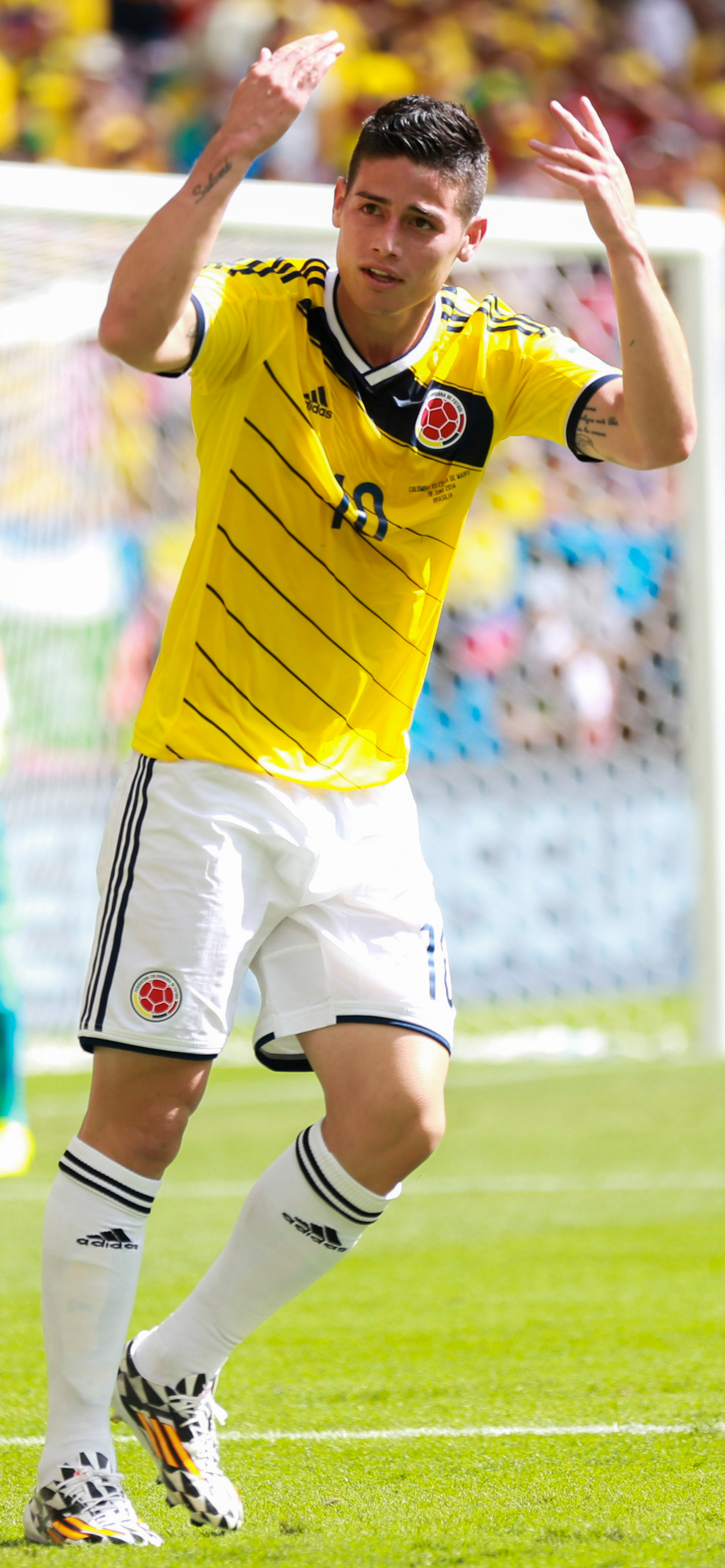
James Rodríguez vistiendo el uniforme titular durante la Copa Mundial de Fútbol de 2014 en Brasil.

El 26 de marzo de 2011 Colombia debuta con la versión final de nuevo en territorio español, en un partido amistoso frente al seleccionado de Ecuador en el Estadio Vicente Calderón de Madrid. Desde ese momento Colombia utiliza dicha equipación en todas sus categorías, incluyendo la sección de fútbol femenino. El uniforme mantuvo la estructura de la bandera nacional.
Desde que José Pekerman asumió la dirección de la selección colombiana de fútbol, en los partidos de local se usan medias blancas en lugar de las rojas tradicionales. Además, en ocasiones especiales (en función del uniforme del rival), Colombia cambia sus pantalones azules por unos blancos (se hace notable especialmente en las visitas a Paraguay). 
Para la Copa Mundial de la FIFA Brasil 2014, el conjunto "cafetero" empezó a vestir de forma habitual dicha combinación, siendo esta la titular para la Copa del mundo celebrada en Brasil. En el primer uniforme, se omitieron detalles en rojo (color reservado para el segundo uniforme) y el blanco tomó protagonismo, aunque lo más destacado fue una secuencia de franjas azules que atravesaban la camiseta en su totalidad (con una mucho más gruesa en la zona superior que abarcaba el escudo).
Para 2015 se retomó la estructura de los colores nacionales (con medias blancas). Dicho uniforme fue reemplazado temporalmente en 2016 por la celebración de la Copa América Centenario, ya que para ese torneo se optó como primera opción por un uniforme blanco con detalles azules. A partir de la segunda mitad de 2016, con el regreso de las Eliminatorias rumbo a Rusia 2018, también regresó el anterior diseño amarillo, que fue combinado nuevamente en los partidos como local con pantalones y medias blancas (pasando el azul y rojo al uniforme visitante).
Con la clasificación para la Copa Mundial de la FIFA Rusia 2018, la selección "cafetera" cambió de uniforme en el mes de noviembre de 2017. Ante la decisión de Adidas de homenajear diseños de citas previas en todos sus combinados nacionales, para Colombia se eligió la opción de hacer referencia al uniforme usado como visitante en la Copa Mundial de 1990. Una camiseta amarilla con detalles azules y rojos, que se combinará con pantalones y medias en función del rival (comercialmente seguirán el azul y rojo de la bandera, pero por decisión técnica podrían mantenerse ambos en blanco).
Tras la salida de José Pékerman y comenzando el año 2019 con Carlos Queiroz como director técnico, la selección presentó en marzo su nuevo uniforme en el cual se destaca el regreso de los colores tradicionales de acuerdo a la bandera (Camiseta Amarilla con franjas azules atravesadas, pantaloneta azul y medias rojas) donde se utilizaron en la Copa América 2019, la Copa Mundial de Fútbol Sub-20 de 2019 en Polonia y el Torneo Preolímpico Sudamericano Sub-23 de 2020 realizada en el país y las Eliminatorias al Mundial de 2022. En el mes de marzo del 2020, se lanzó la nueva indumentaria de la selección con miras a la Copa América 2021 en Brasil y las Eliminatorias a Catar 2022 pero debido a la Pandemia de Covid-19 se aplazó el lanzamiento de la indumentaria hasta el mes de junio de 2021 en el marco de la Eliminatoria, donde la selección pudo estrenarla ante Perú, siguiendo el mismo patrón de la anterior con camiseta amarilla, pantaloneta azul y medias rojas y el uniforme alternativo se destaca el camuflado en la camiseta color azul marino, pantaloneta amarilla y medias azules. En septiembre de 2022, Adidas estreno una nueva indumentaria a pesar de la ausencia de Colombia en el Mundial de Catar 2022, el uniforme siguió el mismo patrón con Camiseta Amarilla con dos franjas rojas notorias a los lados y las 3 líneas representativas de Adidas a la altura de los hombros, pantaloneta azul oscuro y medias rojas con la bandera del país atravesada y el Uniforme Alternativo destaca el regreso de la Camiseta Roja con líneas de color azul menta, pantaloneta Roja y medias azul menta con líneas rojas, estos uniformes fueron utilizados en la Copa América Femenina 2022 siendo la selección femenina la primera en estrenarla junto con la Sub-20 y Sub-17 femenina en los respectivos campeonatos mundiales de 2022 en Costa Rica y la India, mientras que la Selección Masculina mayor solamente en partidos amistosos ha podido usarla mientras que la Sub-20 la estreno en el Campeonato Sudamericano de Fútbol Sub-20 de 2023, en la rama masculina fue utilizada en las primeras seis fechas de las Eliminatorias Sudamericanas Rumbo a Norteamérica 2026. En marzo del 2024, la marca alemana dio a conocer la nueva indumentaria de la Selección Colombia donde se utilizaran en la  Copa América 2024 y la reanudación en las Eliminatorias a Norteamérica 2026 donde el uniforme titular sigue siendo el mismo patrón que los anteriores con camiseta amarilla con la novedad de la introducción del color naranja con tonos rojizos en los costados, siguiendo con la pantaloneta azul con laterales naranja rojizo y las medias con la tonalidad naranja rojizo, mientras que en el uniforme alterno sorprendió la marca con el color negro en su totalidad con bordes naranjas rojizos.
Con la clasificación para la Copa Mundial de la FIFA 2026, la selección "cafetera" cambiará de uniforme en el mes de noviembre de 2025. Ante la decisión de Adidas de homenajear diseños de citas previas en todos sus combinados nacionales, para Colombia se eligió la opción de hacer referencia al uniforme usado como visitante en la Copa Mundial de la FIFA 2014. Una camiseta amarilla, que se combinará con pantalones y medias en función del rival (comercialmente seguirán el azul y rojo de la bandera, pero por decisión técnica podrían mantenerse ambos en blanco) la camiseta de visitante debutará de Negro con franjas azules oscuros incluso en las pantalonetas y las medias son azules oscuros.

En categorías inferiores, la combinación de colores es más variada. Llegando a vestir junto a la camiseta titular amarilla, pantalones y medias del mismo color, o combinando en el uniforme visitante de color azul, pantalones amarillos y medias rojas.

### Uniformes visitantes y alternativos

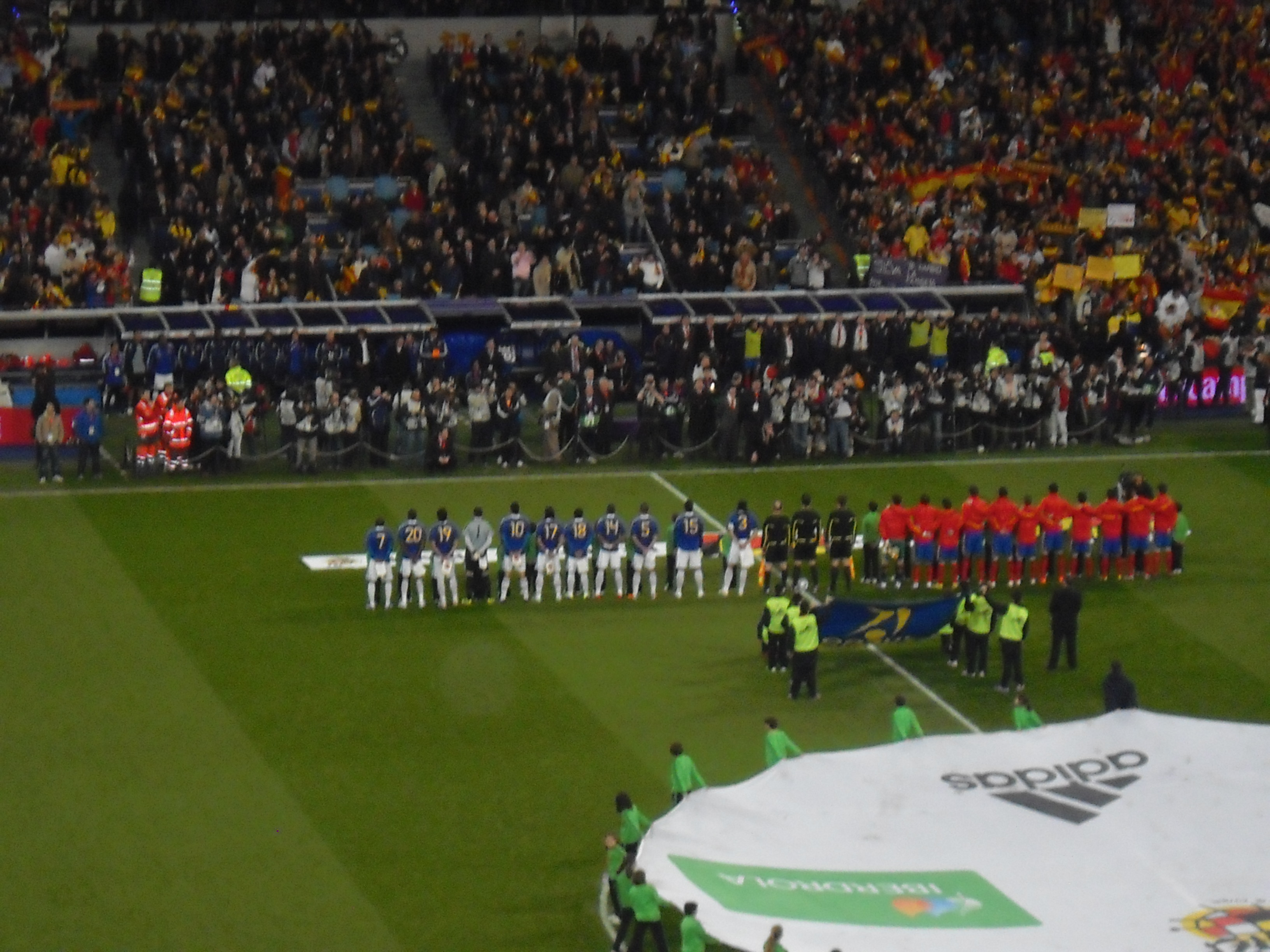
La Selección Colombia enfrenta a la vigente campeona del mundo, España, en el Estadio Santiago Bernabéu con su segundo uniforme de colores azul y blanco.

La primera equipación alternativa hizo aparición en 1938 y se mantuvo hasta 1954, usando un vivo rojo con detalles amarillos para la camiseta, que se combinó con pantalones celestes y medias de color blanco. Desde 1955 hasta 1961 se mantuvo el mismo estilo en la camiseta, invirtiendo los colores (esta vez el amarillo fue el principal y los detalles en rojo), complementándose de igual manera (aunque con un tono más oscuro de azul para los pantalones).
Entre 1962 y 1965 se desechó la opción de un uniforme alternativo, siendo la única variación del habitual, un intercambio de colores entre pantalones y medias. Se mantuvo el azul oscuro de la camiseta, pero se combinó con pantalones del mismo color y medias blancas.
Desde 1966 hasta 1984, el segundo uniforme estaría compuesto por las tres prendas en color blanco, con el principal motivo de la bandera patria atravesada de forma diagonal desde el hombro derecho hasta la zona izquierda de la cadera.
A partir de 1985, se empezaron a usar los tres colores de la bandera nacional como principal motivo para los uniformes. Como ya se había hecho entre 1955 y 1961, el segundo uniforme se estructuró de la misma forma que la bandera: amarillo en la parte superior (camiseta), azul en el medio (pantalones) y rojo en la parte inferior (medias). Esta estructura se mantuvo en el uniforme visitante desde 1985 hasta 1992, con la excepción de 1987. En dicho año, la marca italiana Puma decidió invertir las equipaciones, pasando la roja a visitante. Se mantenía la formación de la bandera, pero de forma invertida (es decir: amarillo para medias, azul para pantalones y rojo para camiseta). 
Desde la Copa Mundial de 1994, es habitual que el uniforme visitante de la "tricolor" sea de color azul oscuro. En el torneo celebrado en Estados Unidos, se combinó una camiseta de dicho color con pantalones y medias rojas. A partir de la Copa Mundial de 1998 y hasta finales del año 2013, el uniforme de visita siempre combinó una camiseta azul con pantalones y medias blancas. En la Copa América 2015, volvió dicha combinación (tras un año con el rojo como alternativa), aunque la variación en pantalones y medias se volvió más frecuente (siendo normalmente ambos blancos, o azules). 
Durante la Copa Mundial de 2014 celebrada en Brasil, Colombia volvió al rojo como segunda opción. La equipación se completó con pantalones azul marino y medias rojas. Además en ocasiones especiales (sobre todo en categorías inferiores) se combinó la camiseta roja con los pantalones y medias blancos del primer uniforme, siempre en función de la vestimenta de los rivales. 
A finales de 2022, Colombia volvería a retomar el rojo como color para su uniforme visitante, tras ocho años seguidos usando diferentes combinaciones de azul. En esta ocasión la equipación estaría compuesta por camiseta y pantalones en un tono oscuro de rojo, con medias en azul menta. Debido a la no clasificación de los cafeteros para la Copa Mundial de 2022, esta camiseta quedó relegada para amistosos y otros torneos como la Copa América Femenina 2022 y el Sudamericano Sub-20 de 2023, ambos celebrados en territorio colombiano.
En marzo de 2024 se presentaron las equipaciones para la Copa América de ese mismo año usando el color naranja como protagonista, para el uniforme local se añadieron detalles naranjas en la camiseta amarilla y la pantaloneta azul, las medias son totalmente naranjas lo que le da un nuevo matiz al rojo característico del uniforme tricolor; en cuanto al uniforme visitante es completamente negro (con detalles naranjas en alusión a los uniformes usados por los cafeteros entre 1970 y 1984), siendo esta la primera vez en la historia que el combinado colombiano viste dicho color en sus uniformes.
En 1993, durante los partidos preparatorios para la Copa América de aquel año, Colombia lució la publicidad de Bavaria en la frente y la de Avianca sobre los números dorsales, sin embargo, las camisetas con la publicidad tuvieron que ser abandonadas debido a que la FIFA hubo emitido un comunicado anunciando una sanción económica a la FCF, además de la amenaza de la desafiliación.

## Evolución

### Uniformes de juego
| 1938-1945        | 1938-1945   |
| ---------------- | ----------- |
| Titular          | Alternativo |
|                  |             |
| Ningún proveedor |             |

| 1945-1956        | 1945-1956   |
| ---------------- | ----------- |
| Titular          | Alternativo |
|                  |             |
| Ningún proveedor |             |

| 1957-1960        | 1957-1960   |
| ---------------- | ----------- |
| Titular          | Alternativo |
|                  |             |
| Ningún proveedor |             |

| 1961             | 1961        |
| ---------------- | ----------- |
| Titular          | Alternativo |
|                  |             |
| Ningún proveedor |             |

| 1962-1969        | 1962-1969   |
| ---------------- | ----------- |
| Titular          | Alternativo |
|                  |             |
| Ningún proveedor |             |

| 1970-1974        | 1970-1974   |
| ---------------- | ----------- |
| Titular          | Alternativo |
|                  |             |
| CO Casa Olímpica |             |

| 1975-1979        | 1975-1979   |
| ---------------- | ----------- |
| Titular          | Alternativo |
|                  |             |
| Ningún Proveedor |             |

| 1980-1981      | 1980-1981   |
| -------------- | ----------- |
| Titular        | Alternativo |
|                |             |
| Le Coq Sportif |             |

| 1981-1985        | 1981-1985   |
| ---------------- | ----------- |
| Titular          | Alternativo |
|                  |             |
| Ningún proveedor |             |

| 1985                         | 1985        |
| ---------------------------- | ----------- |
| Titular                      | Alternativo |
|                              |             |
| Diseño de María Elvira Pardo |             |

| 1985-1986 | 1985-1986   |
| --------- | ----------- |
| Titular   | Alternativo |
|           |             |
| Adidas    |             |

| 1987    | 1987        |
| ------- | ----------- |
| Titular | Alternativo |
|         |             |
| Puma    |             |

| 1988-1989 | 1988-1989   |
| --------- | ----------- |
| Titular   | Alternativo |
|           |             |
| Adidas    |             |

| 1990    | 1990        |
| ------- | ----------- |
| Titular | Alternativo |
|         |             |
| Adidas  |             |

| 1991    | 1991        |
| ------- | ----------- |
| Titular | Alternativo |
|         |             |
| Kelme   |             |

| 1992    | 1992        |
| ------- | ----------- |
| Titular | Alternativo |
|         |             |
| Torino  |             |

| 1992-1993 | 1992-1993   |
| --------- | ----------- |
| Titular   | Alternativo |
|           |             |
| Torino    |             |

| 1993    | 1993        |
| ------- | ----------- |
| Titular | Alternativo |
|         |             |
| Umbro   |             |

| 1994-1996 | 1994-1996   |
| --------- | ----------- |
| Titular   | Alternativo |
|           |             |
| Umbro     |             |

| 1996-1997 | 1996-1997   |
| --------- | ----------- |
| Titular   | Alternativo |
|           |             |
| Umbro     |             |

| 1998-2001 | 1998-2001   |
| --------- | ----------- |
| Titular   | Alternativo |
|           |             |
| Reebok    |             |

| 2001-2002 | 2001-2002   |
| --------- | ----------- |
| Titular   | Alternativo |
|           |             |
| Reebok    |             |

| 2003-2004 | 2003-2004   |
| --------- | ----------- |
| Titular   | Alternativo |
|           |             |
| Lotto     |             |

| 2004-2007 | 2004-2007   |
| --------- | ----------- |
| Titular   | Alternativo |
|           |             |
| Lotto     |             |

| 2007-2009 | 2007-2009   |
| --------- | ----------- |
| Titular   | Alternativo |
|           |             |
| Lotto     |             |

| 2009-2010 | 2009-2010   |
| --------- | ----------- |
| Titular   | Alternativo |
|           |             |
| Lotto     |             |

| 2010-2011 | 2010-2011   |
| --------- | ----------- |
| Titular   | Alternativo |
|           |             |
| Adidas    |             |

| 2011-2013 | 2011-2013   |
| --------- | ----------- |
| Titular   | Alternativo |
|           |             |
| Adidas    |             |

| 2013-2015 | 2013-2015   |
| --------- | ----------- |
| Titular   | Alternativo |
|           |             |
| Adidas    |             |

| 2015-2017 | 2015-2017   |
| --------- | ----------- |
| Titular   | Alternativo |
|           |             |
| Adidas    |             |

| 2017-2019 | 2017-2019   |
| --------- | ----------- |
| Titular   | Alternativo |
|           |             |
| Adidas    |             |

| 2019    | 2019        |
| ------- | ----------- |
| Titular | Alternativo |
|         |             |
| Adidas  |             |

| 2019-2021 | 2019-2021   |
| --------- | ----------- |
| Titular   | Alternativo |
|           |             |
| Adidas    |             |

| 2021-2022 | 2021-2022   |
| --------- | ----------- |
| Titular   | Alternativo |
|           |             |
| Adidas    |             |

| 2022-2024 | 2022-2024   |
| --------- | ----------- |
| Titular   | Alternativo |
|           |             |
| Adidas    |             |

| 2024-Actual | 2024-Actual |
| ----------- | ----------- |
| Titular     | Alternativo |
|             |             |
| Adidas      |             |

### Evolución Uniformes de Porteros
| 1962 | 1987 | 1987 | 1989 | 1989 | 1990 | 1990 | 1990 |

| 1993 | 1993 (vs Ecuador) | 1993 | 1994 | 1994 | 1998-2000 | 1998-2000 | 1998-2000 |

| 1998-2000 | 2001 | 2001 | 2003 | 2003 | 2003 | 2004-2007 | 2004-2007 |

| 2004-2007 | 2004-2007 | 2007-2010 | 2007-2010 | 2007-2010 | 2011 | 2011 | 2011 |

| 2012-2013 | 2012-2013 | 2013 | 2013 | 2014 | 2014 | 2014 | 2015 |

| 2015 | 2015 | 2015 | 2015 | 2015 | 2016 | 2016 | 2016 |

| 2017 | 2017 | 2017 | 2018 | 2018 | 2018 | 2018 | 2019 |

| 2019 | 2019 | 2020 | 2020 | 2020 | 2022 | 2022 | 2022-2023 |

| 2022-2023 | 2022-2023 | 2023 | 2023 | 2023 | 2024 | 2024 | 2024 |

| 2025 | 2025 |

### Combinaciones
| 1990 vs Emiratos Árabes Unidos y Yugoslavia | 1994 vs Rumania | 1994 vs Suiza | 1996 vs Ecuador | 2003 vs Francia | 2008-2009 vs Chile y Paraguay | 2012-2013 | 2013 vs Paraguay |  |

| 2013 vs Bélgica | 2013 vs Países Bajos | 2014 vs Brasil | 2014 vs Estados Unidos | 2015 vs México en el Mundial Femenino 2015 | 2015 vs Francia en el Mundial Femenino 2015 | 2015 Mundial Femenino 2015 | 2015 Copa América 2015 |

| 2015 vs Portugal en el Mundial Sub-20 2015 | 2015-2017 | 2015 vs Kuwait | 2015-2017 Sub-20 y Sub-17 | 2016 Copa América 2016 | 2016 vs Estados Unidos | 2017 Sub-17 | 2017 Sub-17 |

| 2017 Sub-20 y Sub-17 | 2017 Sub-20 y Sub-17 | 2017 vs Ecuador | 2018 Sub-20 y Sub-17 | 2018 vs Francia | 2019 Sub-20 y Sub-17 | 2019 Sub-20 y Sub-17 | 2019 Sub-20 y Sub-17 |

| 2019 Sub-20 y Sub-17 | 2019 vs Corea del Sur | 2020 vs Ecuador | 2021 vs Paraguay | 2022 vs Venezuela | 2022 vs México en el Mundial Femenino Sub-20 2022 | 2022 vs Tanzania en el Mundial Femenino Sub-17 2022 | 2023 vs Corea del Sur |

| 2023 vs Israel en el Mundial Sub-20 2023 | 2023 vs Chile y Paraguay | 2023 vs Ecuador | 2024 vs Rumania | 2024 - 2025 | 2024 Selección Femenina JJ. OO. 2024 | 2025 vs Argentina |

### Uniformes especiales
| 2009-2010 tercero | JJ. OO. 2012 | JJ. OO. 2012 | Mundial Femenino 2015 | Mundial Femenino 2015 | Copa América 2016 | JJ. OO. 2016 | JJ. OO. 2016 |

| Mundial Femenino 2023 | JJ. OO. 2024 | 100 años de la FCF | 100 años de la FCF (Arquero) |

### Uniformes de entrenamiento
| 2009-10 | 2009-10 | 2011-13 | 2011-13 | 2014 | 2014 | 2014-17 | 2014-17 |

| 2018-19 | 2018-19 | 2020-21 | 2020-21 | 2022-23 | 2022-23 | 2024 | 2024 |

### Proveedores
| Proveedor      | Logo | Periodo         |
| -------------- | ---- | --------------- |
| Casa Olímpica  |      | 1970–1974       |
| Le Coq Sportif |      | 1981–1983       |
| Adidas         |      | 1985–1986       |
| Puma           |      | 1987            |
| D'León         |      | 1988            |
| Adidas         |      | 1988–1990       |
| Kelme          |      | 1991            |
| Torino         |      | 1992–1993       |
| Umbro          |      | 1993–1997       |
| Reebok         |      | 1998–2002       |
| Lotto          |      | 2003–2010       |
| Adidas         |      | 2011-Actualidad |